# Claudio Palozi
Claudio Aparecido Alves Palozi (Mandaguaçu, 30 de outubro de 1956) é um professor e político brasileiro filiado ao Partido Social Cristão (PSC), atualmente deputado estadual do Paraná.
Casado com Vera Rossafa, Palozi é graduado em Esquema II, em 1983, pela FAFIU de Umuarama e bacharel em Direito, em 1988, pela Fundação Karning Bazarian de Itapetininga. É professor da rede pública estadual desde 1981. Foi vereador e prefeito do município de São Jorge do Patrocínio.
Presidiu o Consórcio Intermunicipal para Conservação do Remanescente do Rio Paraná e Áreas de Influência (CORIPA) por oito gestões, coordenando o processo de constituição do Parque Nacional de Ilha Grande. Foi também, presidente da Associação dos Municípios de Entre Rios (AMERIOS) e do Consórcio Intermunicipal de Saúde (CISA).
Nas eleições de 2018, disputou a reeleição ao legislativo estadual, não sendo eleito.